# Campeonato Francés de Fútbol Amateur 1926-27
El Campeonato Francés de Fútbol Amateur 1926-27 fue la principal competencia por los clubes de fútbol amateur en los años 1926-1929. Hubo 3 divisiones: Excelencia, Honor y Promoción. El torneo fue organizado por la Federación Francesa de Fútbol.

## División de Excelencia
| Pos. | Club                  | PJ | PG | PE | PP | Pts. |
| ---- | --------------------- | -- | -- | -- | -- | ---- |
| 1.   | CA de Paris           | 4  | 2  | 2  | 0  | 6    |
| 2.   | Amiens AC             | 4  | 2  | 1  | 1  | 5    |
| 3.   | Olympique de Marsella | 4  | 1  | 2  | 1  | 4    |
| 4.   | SC de la Bastidienne  | 4  | 1  | 1  | 2  | 3    |
| 5.   | FC Rouennais          | 4  | 0  | 2  | 2  | 2    |

## División de Honor
| Pos. | Club             | PJ | PG | PE | PP | GF-GC | Pts. |
| ---- | ---------------- | -- | -- | -- | -- | ----- | ---- |
| 1.   | AS Valentigney   | 3  | 2  | 1  | 0  | 10-4  | 5    |
| 2.   | RC Strasbourg    | 3  | 2  | 0  | 1  | 11-7  | 4    |
| 3.   | CA Messin        | 3  | 2  | 0  | 1  | 9-8   | 4    |
| 4.   | SC Reims         | 3  | 1  | 1  | 1  | 3-6   | 3    |
| 5.   | CO Saint-Chamond | 4  | 0  | 0  | 4  | 7-15  | 0    |

## División de Promoción
Solo hubo dos equipos participantes en la tercera división. El club AS Touraine Centre, campeón de la Liga de fútbol Centro 1926/27 y el AS Clamecycoise, campeón de la Liga de fútbol de Auvernia 1926/27. AS Center ocupó el primer lugar.